# 7,62×51 мм НАТО
7,62×51 мм НАТО (цивільне позначення даного патрона .308 Вінчестер — схожі, але не ідентичні) — набій, розроблений в кінці 1940-х Департаментом озброєнь США, а в 1953 році був затверджений як стандартний патрон для стрілецької зброї країн НАТО. Цей патрон розроблявся як полегшений варіант набою .30-06 Springfield (7,62x63 мм), у розрахунку на досягнення тієї ж балістики та енергетики боєприпасу при зменшенні його розмірів за рахунок меншого за масою заряду більш потужного і сучасного пороху в зменшеній гільзі.
Набої 7,62×51 мм НАТО призначені для використання військовими силами у гвинтівках та кулеметах. У Збройних силах США ці набої з'явились разом із гвинтівкою M14 та кулеметом M60 у 1950-х роках. У країнах Західної Європи найвідомішою гвинтівкою під цей набій стала FN FAL, розроблена бельгійською зброярнею Fabrique Nationale de Herstal. Пізніше, в армії США M14 було замінено на M16, яка використовує менший за калібром набій, 5,56×45 мм. Тим не менш, M14 та чимало інших видів вогнепальної зброї, що використовують набій 7,62×51 мм, продовжують подекуди використовуватись, зокрема це стосується кулеметів та снайперських гвинтівок.
В 1952 році фірма Вінчестер отримала дозвіл на продаж схожого набою на цивільному ринку під назвою .308 Вінчестер — його розміри трохи відрізняються від патрона 7,62×51 мм НАТО. Дозволяється використовувати патрони 7,62×51 мм НАТО у зброї, розробленій під патрон .308 Вінчестер. В наш час набій .308 Вінчестер широко використовується в спортивній стрільбі на далекі відстані (до 800 м і далі).

## Розміри картриджа
7,62×51 мм НАТО має місткість гільзи 3,38 мл (52,0 гран). Зовнішня форма гільзи була розроблена для забезпечення надійної подачі та вилучення гільзи, як у затворних гвинтівок, так і в кулеметів за екстремальних умов.
Розмір патрона 7,62×51 мм НАТО. Усі розміри в міліметрах (мм).

## 7,62×51 мм НАТО проти .308 Winchester
Хоча комерційний .308 Winchester і військовий 7,62×51 мм НАТО патрони походять від ідентичної попередньої серії експериментальних патронів, еволюціонували вони окремо, хоча й залишаються достатньо схожими, щоб їх можна було заряджати в гвинтівки під інший патрон, але .308 Winchester зазвичай заряджаються під вищим тиском, ніж НАТО 7,62×51 мм. Незважаючи на те, що Інститут виробників спортивної зброї та боєприпасів (SAAMI) не вважає небезпечним стріляти комерційними патронами .308 Winchester зі зброї, виготовленої для військових патронів калібру 7,62×51 мм НАТО, існує значна дискусія щодо сумісності патронників і дульного тиску між двома патронами на основі порохових навантажень, розмірів патронника та товщини стінок у військових у порівнянні з комерційними гільзами. Оскільки камери можуть відповідним чином відрізнятися, вимірювачі прилади, що використовуються для двох камер, відрізняються.